# Helmut Höngen

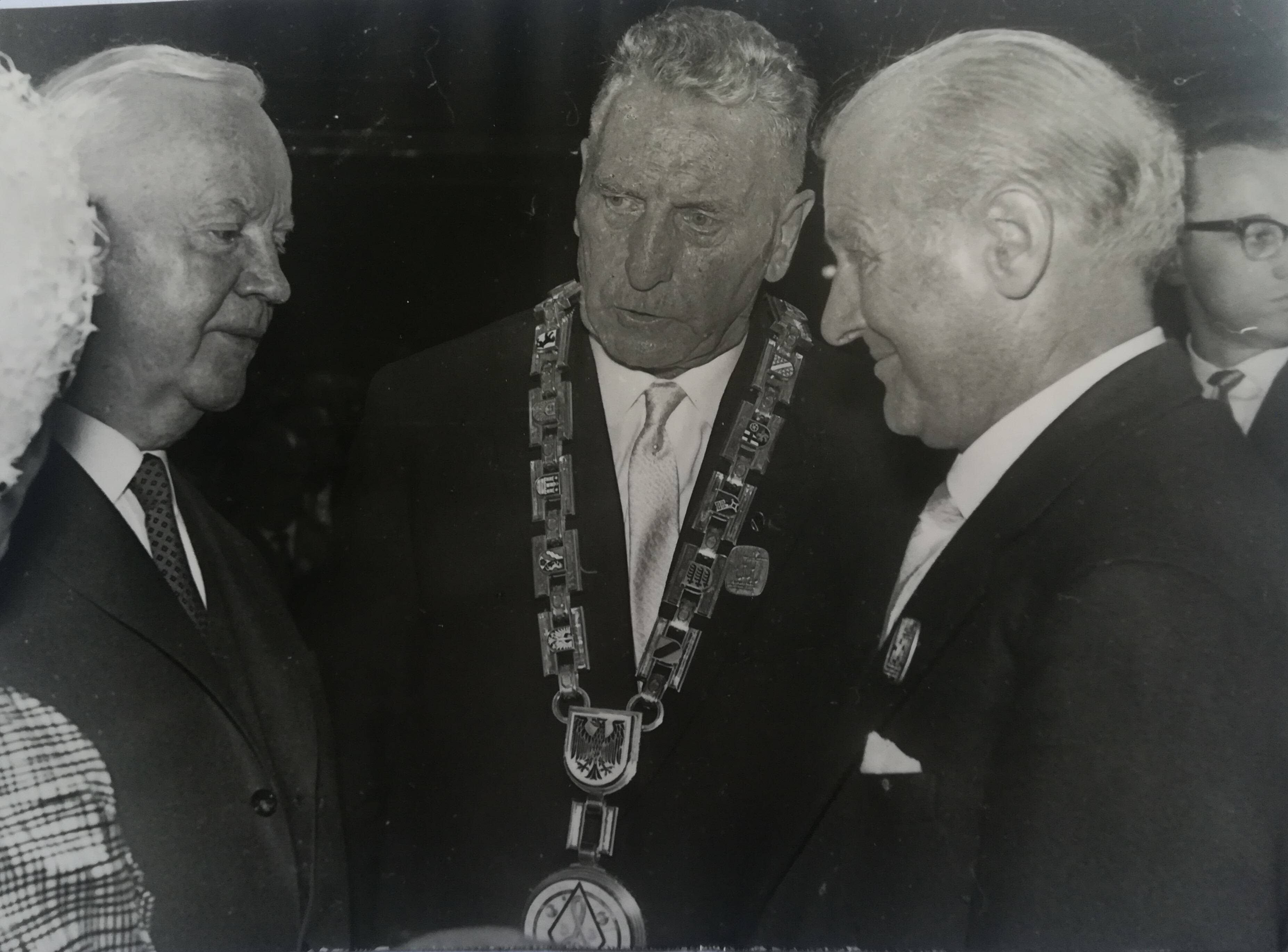
Helmut Höngen (rechts) neben Bundespräsident Heinrich Lübke und dem Präsidenten des Deutschen Sängerbundes, Willi Engels (1962)

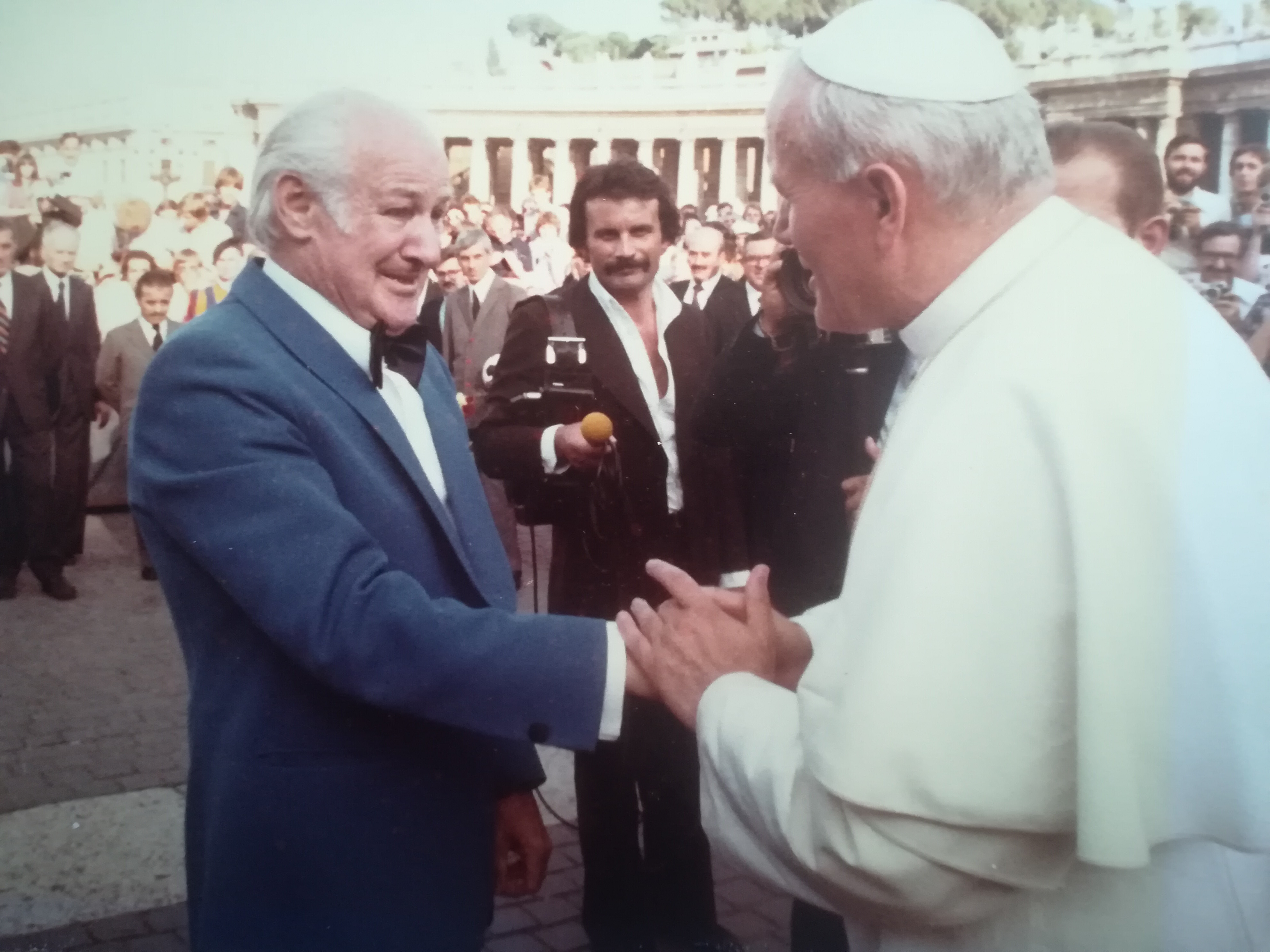
Helmut Höngen bei einem Treffen mit Papst Johannes Paul II. auf dem Petersplatz (1979)

Helmut Höngen (* 31. Januar 1907 in Halver; † 8. Februar 2001) war ein deutscher Chorleiter, Dirigent und Organist. Seine Tätigkeit als Leiter mehrerer, auch international auftretender Chöre währte mehr als 65 Jahre.

## Leben
Helmut Höngen erlernte bereits in seiner Kindheit erste Musikinstrumente. Nach seinem Realschulabschluss 1923 begann er im Herbst 1924 im Alter von 17 Jahren seine Tätigkeit als Chorleiter im Remscheider Jungmänner-Verein. Nach seiner Heirat und dem Erwerb des Abiturs legte Höngen 1932 eine staatliche Privatmusiklehrerprüfung ab, dem 1934 das Chorleiter-Abschlussexamen folgte. Im selben Jahr begann er seine Tätigkeit als Organist an der evangelischen Kirche in Remscheid. 1964 hielt Höngen neben seiner Tätigkeit als Chorleiter mehrerer regionaler Chöre auch die Posten des Kreischorleiters des Wuppertaler Sängerbundes (Christlicher Sängerbund) sowie des Bundeschorleiters des Sängerbundes der Deutschen Polizei inne und wirkte in den Ausschüssen des Bergischen Chorfestes und der Solinger Chormusikwoche mit.
Von 1946 bis 1987 leitete Höngen unter anderem den Gesangsverein Eintracht Ronsdorf 1849 und war maßgeblich an dessen Wiederaufbau nach Ende des Zweiten Weltkriegs beteiligt. Zu seinen weiteren Chören zählte von 1953 bis 1984 der Radevormwalder Männerchor, mit dem er auch international Auftritte absolvierte. Hierzu zählte ein Besuch in Rom im Jahr 1979, bei dem der Chor für Papst Johannes Paul II. im Petersdom sowie auf dem Petersplatz sang. Zusammen mit dem Radevormwalder Männerchor war Höngen zudem der erste Chorleiter aus der Bundesrepublik Deutschland, der auf Einladung des Kultusministeriums der Sowjetunion mit einem Laienchor eine Konzerttournee durch mehrere Städte der UdSSR gab. Weitere Auftritte mit seinen Chören absolvierte Höngen unter anderem in den USA, Kanada und mehreren europäischen Ländern. Im Laufe seiner Karriere veröffentlichte er Schallplatten mit verschiedenen Chören und war Herausgeber mehrerer Auflagen des Liederbuchs Des Sängers Trabant.
Für seine Leistungen als Chorleiter wurde Helmut Höngen im Mai 1975 mit der Verdienstmedaille des Verdienstordens der Bundesrepublik Deutschland und im Februar 1989 mit dem Verdienstkreuz am Bande des Verdienstordens der Bundesrepublik Deutschland ausgezeichnet. Zudem erhielt er 1974 die Verdienstplakette des Sängerbundes Nordrhein-Westfalen in Gold.
Erst 1990 beendete Höngen seine Chorleiteraktivität mit dem Ende seiner Tätigkeit beim Frauenchor Lyra 1918 Remscheid vollständig. Er starb am 8. Februar 2001, eine gute Woche nach seinem 94. Geburtstag. Sein Sohn ist der ebenfalls als Chorleiter, Komponist und Arrangeur tätige Eberhard Höngen.

## Auszeichnungen
- 1974: Verdienstplakette des Sängerbundes Nordrhein-Westfalen in Gold
- 1975: Verdienstmedaille des Verdienstordens der Bundesrepublik Deutschland
- 1989: Verdienstkreuz am Bande des Verdienstordens der Bundesrepublik Deutschland

## Veröffentlichungen
- Des Sängers Trabant (Verlag J. H. Born; Liederbuch, mehrere Auflagen)
- Lieder der Nacht (Möseler Verlag, Schallplatte)[10]
- Werkschor BOMORO, Leitung: Helmut Höngen (1978; Mediafon, Schallplatte)[11]

## Bibliografie
- Der Sängergruß: 25 Jahre Musikdirektor Helmut Höngen als Dirigent und Chorleiter. Festnummer, Jahrgang 31, Ausgabe 7. Buchdruckerei Fritz Otte, Wuppertal, 16. November 1949.